# Lijst van wildedierenopvangcentra in België
Dit artikel geeft een lijst van opvangcentra voor wilde dieren in België, opgesteld per provincie. Tot deze opvangcentra behoren onder andere die van de overkoepelende organisaties CDS uit Brussel, CREAVES uit Wallonië en VOC uit Vlaanderen. Deze centra zijn uitgerust om vogels en wilde dieren in nood te verzorgen, en beschikken over alle vereiste vergunningen om beschermde soorten te huisvesten, te verzorgen en te rehabiliteren. Het Natuurhulpcentrum geldt als een van de bekendste. Sommige opvangcentra, zoals De Zonnegloed, focussen zich voornamelijk op exotische wilde dieren. Sea Life is de enige zeehondencrèche van het land.

## Antwerpen
- VOC Neteland Herenthout
- Wilde Dieren in Nood Kapellen

## Brussel
- VOC Anderlecht

## Henegouwen
- CREAVES de l’Aquascope Virelles
- CREAVES Templeuve
- CREAVES Frasnes-lez-Anvaing
- CREAVES Le Chalet des Hirchons Bergen
- CREAVES Ransart

## Limburg
- Natuurhulpcentrum Oudsbergen

## Luik
- CREAVES des Terrils Saint-Nicolas
- CREAVES La Tanière des Fagnes Weismes
- CREAVES Le Martinet Theux
- CREAVES Les N’hérissons Sprimont
- CREAVES L’Hermitage Thimister
- CREAVES Mürringen

## Luxemburg
- CREAVES Herbeumont
- CREAVES Hotton

## Namen
- CREAVES Andenne
- CREAVES Namen

## Oost-Vlaanderen
- SOS Wilde Dieren Geraardsbergen
- VOC Kieldrecht
- VOC Merelbeke

## Vlaams-Brabant
- Egel Hulpcentrum Avalon Rotselaar
- VOC Malderen

## Waals-Brabant
- CREAVES Birds Bay Ottignies-Louvain-la-Neuve
- CREAVES Perwijs

## West-Vlaanderen
- De Zonnegloed Oostvleteren
- Sea Life Blankenberge
- VOC Beernem
- VOC Oostende